# Масуд Хашемзаде
Масуд Хашемзаде (перс. مسعود هاشم زاده; нар. 21 вересня 1981, Меяне, Східний Азербайджан) — іранський борець греко-римського стилю, чемпіон світу серед студентів, дворазовий чемпіон, срібний та бронзовий призер чемпіонатів Азії, срібний та бронзовий призер Азійських ігор, бронзовий призер Кубку світу, учасник Олімпійських ігор.

## Життєпис
Боротьбою почав займатися з 1998 року. У 2000 році став чемпіоном Азії серед юніорів. У 2001 році здобув золоту медаль чемпіонату світу серед юніорів.
Тренер — Хейруллаж Разегі.

## Спортивні результати на міжнародних змаганнях

### Виступи на Олімпіадах
| Змагання                    | Збірна | Вагова категорія                  | Місце |
| --------------------------- | ------ | --------------------------------- | ----- |
| Літні Олімпійські ігри 2008 | Іран   | греко-римська боротьба, до 120 кг | 14    |

### Виступи на Чемпіонатах світу
| Змагання                        | Збірна | Вагова категорія                  | Місце |
| ------------------------------- | ------ | --------------------------------- | ----- |
| Чемпіонат світу з боротьби 2001 | Іран   | греко-римська боротьба, до 85 кг  | 15    |
| Чемпіонат світу з боротьби 2003 | Іран   | греко-римська боротьба, до 96 кг  | 15    |
| Чемпіонат світу з боротьби 2006 | Іран   | греко-римська боротьба, до 120 кг | 7     |
| Чемпіонат світу з боротьби 2007 | Іран   | греко-римська боротьба, до 120 кг | 22    |
| Чемпіонат світу з боротьби 2009 | Іран   | греко-римська боротьба, до 120 кг | 17    |

### Виступи на Чемпіонатах Азії
| Змагання                       | Збірна | Вагова категорія                  | Місце  |
| ------------------------------ | ------ | --------------------------------- | ------ |
| Чемпіонат Азії з боротьби 2003 | Іран   | греко-римська боротьба, до 96 кг  | Срібло |
| Чемпіонат Азії з боротьби 2005 | Іран   | греко-римська боротьба, до 96 кг  | Бронза |
| Чемпіонат Азії з боротьби 2008 | Іран   | греко-римська боротьба, до 120 кг | Золото |
| Чемпіонат Азії з боротьби 2009 | Іран   | греко-римська боротьба, до 120 кг | Золото |

### Виступи на Азійських іграх
| Змагання           | Збірна | Вагова категорія                 | Місце  |
| ------------------ | ------ | -------------------------------- | ------ |
| Азійські ігри 2002 | Іран   | греко-римська боротьба, до 96 кг | Бронза |
| Азійські ігри 2006 | Іран   | греко-римська боротьба, до 96 кг | Срібло |

### Виступи на Кубках світу
| Змагання                    | Збірна | Вагова категорія                  | Місце  |
| --------------------------- | ------ | --------------------------------- | ------ |
| Кубок світу з боротьби 2008 | Іран   | греко-римська боротьба, до 120 кг | Бронза |

### Виступи на Чемпіонатах світу серед студентів
| Змагання                                        | Збірна | Вагова категорія                  | Місце  |
| ----------------------------------------------- | ------ | --------------------------------- | ------ |
| Чемпіонат світу з боротьби серед студентів 2008 | Іран   | греко-римська боротьба, до 120 кг | Золото |

### Виступи на інших змаганнях
| Змагання                                                        | Збірна | Вагова категорія                  | Місце  |
| --------------------------------------------------------------- | ------ | --------------------------------- | ------ |
| Кубок Азії з боротьби 2003                                      | Іран   | греко-римська боротьба, до 96 кг  | Золото |
| Олімпійський кваліфікаційний турнір з боротьби 2004 (Новий Сад) | Іран   | греко-римська боротьба, до 96 кг  | 10     |
| Олімпійський кваліфікаційний турнір з боротьби 2004 (Ташкент)   | Іран   | греко-римська боротьба, до 96 кг  | Золото |
| Турнір Дана Колова — Николи Петрова 2007                        | Іран   | греко-римська боротьба, до 120 кг | Бронза |
| Золотий Гран-прі з боротьби 2009                                | Іран   | греко-римська боротьба, до 120 кг | Золото |
| Кубок Ядегара Імама 2010                                        | Іран   | греко-римська боротьба, до 120 кг | Срібло |

### Виступи на змаганнях молодших вікових груп
| Змагання                                      | Збірна | Вагова категорія                 | Місце  |
| --------------------------------------------- | ------ | -------------------------------- | ------ |
| Чемпіонат Азії з боротьби серед юніорів 2000  | Іран   | греко-римська боротьба, до 85 кг | Золото |
| Чемпіонат світу з боротьби серед юніорів 2001 | Іран   | греко-римська боротьба, до 85 кг | Золото |